# 중계 및 재방송
중계 및 재방송은 매주 월요일 오후 1시에 광주 KBS 1TV에서 방송하는 텔레비전 프로그램이다.

## 기획 의도
다큐멘터리나 프로그램을 주로 재방송하는 텔레비전 프로그램이다.

## 방송 시간
| 방송 채널    | 방송 기간                          | 방송 시간                           |
| ------------ | ---------------------------------- | ----------------------------------- |
| 광주 KBS 1TV | 2005년 12월 1일 ~ 2013년 10월 14일 | 매주 월요일 오후 2:10 ~ 3:10 (60분) |
| 광주 KBS 1TV | 2013년 10월 21일 ~ 현재            | 매주 월요일 오후 1:00 ~ 2:20 (80분) |